# Betty Clements
Grace Elizabeth «Betty» Clements (Elmwood, 14 de abril de 1918-Phoenix, 17 de julio de 1965) fue una médica estadounidense que, después de servir en las Mujeres Pilotos del Servicio de la Fuerza Aérea (WASP) durante la Segunda Guerra Mundial, se convirtió en la primera mujer residente de neurología en la Clínica Mayo en Rochester, Minesota, para dedicarse a la práctica de la neurología después de la residencia. Más tarde cofundó el Instituto Neurológico Barrow.
Clements obtuvo una beca Regents para estudiar educación en la Universidad de Nebraska y obtuvo un lugar en la Mortar Board de la universidad. Después de graduarse en 1939, fue nombrada Supervisora de Educación Física para Niñas en las Escuelas Públicas de McCook y en McCook Junior College . Obtuvo su licencia de piloto privado en 1942, luego de lo cual fue aceptada en el programa WASP. Como WASP durante la Segunda Guerra Mundial, llegó a la Base de la Fuerza Aérea de Wendover en Utah, salió de su avión y sorprendió a los oficiales que salieron a saludarla siendo una mujer. Ella era parte de un equipo que voló en misiones asociadas con el confidencial Proyecto Manhattan.
Después de ser dada de baja con honores del WASP, fue transferida a la escuela de capacitación para trabajadores hospitalarios de la Cruz Roja Americana, y hasta abril de 1946 estuvo destinada en Filipinas. Allí, durante su tiempo libre, atendía a personas con lepra en el Tala Leprosarium y, posteriormente, organizaba suministros esenciales para trasladarlos desde Nebraska.
Murió de cáncer en 1965 y en 2010 recibió póstumamente la Medalla de Oro del Congreso.

## Primeros años y educación
Grace Elizabeth Clements, comúnmente conocida como Betty, nació el 14 de abril de 1918, hija de Guy L. y Marie Clements en Elmwood, en el estado del medio oeste de Nebraska. Sus hermanos eran Dwight y Gary, y creció conociendo a los hijos de la autora Bess Streeter Aldrich. Habiendo logrado la calificación promedio más alta en su clase después de solo tres años en la escuela secundaria, obtuvo una beca Regents para estudiar educación en la Universidad de Nebraska y obtuvo un lugar en la Mortar Board de la Universidad. Después de graduarse en 1939, fue nombrada Supervisora de Educación Física para Niñas en las Escuelas Públicas de McCook y en McCook Junior College.

## Segunda Guerra Mundial

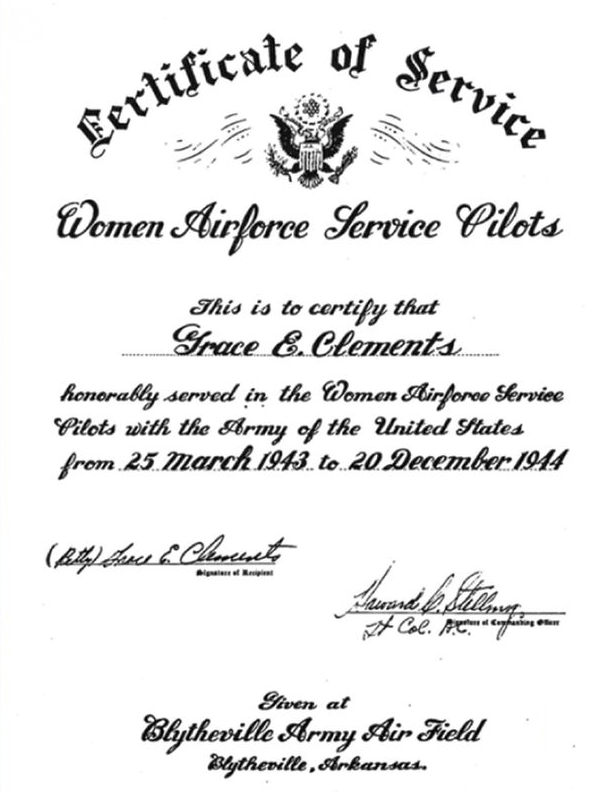
Certificado de servicio de las Women Airforce Service Pilots de Betty Clements.

En 1939, con el inicio de la Segunda Guerra Mundial y cuando aún era maestra, Clements comenzó a tomar lecciones de vuelo. En 1941 se mudó a Hastings, Nebraska. Allí, supervisó el Sistema de Escuelas Públicas de Hastings y enseñó en Hastings College hasta 1943, el año siguiente a la emisión de su licencia de piloto privado. Se unió al Comando de Entrenamiento de las Fuerzas Aéreas del Ejército en febrero de 1943. Al mes siguiente, fue aceptada en el programa Women Airforce Service Pilots (WASP) dirigido por Jacqueline Cochran. Clements describió su entrenamiento de siete meses con las WASP como «entrenamiento habitual de cadetes, excepto un mínimo de formación, sin artillería».
En 1943 fue retirada del entrenamiento para misiones secretas asociadas con el Proyecto Manhattan cuando los oficiales superiores se dieron cuenta de que era una mujer. Su nombre había sido registrado como GE Clements, y se encontró que su perfil cumplía con los criterios requeridos por el coronel Paul Tibbets Jr. en la Base de la Fuerza Aérea Wendover de Utah, para misiones secretas asociadas con el Proyecto Manhattan. Sin saber en ese momento que era una mujer, fue seleccionada por error y sorprendió a los oficiales que vinieron a saludarla en Wendover. Al ser una WASP, no podía ser enviada a misiones en el extranjero y tenía que permanecer en tareas locales transfiriendo aviones de la fábrica a la base, remolcando objetivos de artillería y completando vuelos de ingeniería. Durante su tiempo en la base, informó que esquivó a agentes del FBI y se sintió «muerta de miedo» de hablar de la época incluso después de la guerra.
Después de recibir la baja militar honorable de las WASP en diciembre de 1944, se transfirió a la escuela de formación de la Cruz Roja Americana para trabajadores hospitalarios en la Universidad Americana en Washington D. C., en marzo de 1945.

## Después de la Segunda Guerra Mundial
Hasta abril de 1946, Clements estuvo destinada en Filipinas y trabajó en un hospital psiquiátrico y un hospital general. En su tiempo libre atendía a personas con lepra en el Tala Leprosarium. Cuando regresó a los EE. UU., arregló el envío de suministros esenciales a Filipinas desde Nebraska. A través de un amigo, Joey Guerrero, pasó comida de contrabando a los soldados estadounidenses a través de las fronteras japonesas.
En 1946, Clements obtuvo la admisión para estudiar medicina en la Universidad de Nebraska y se graduó en 1952, un año después de presentar su tesis titulada Recent Trends in Segregation Regulations for Control of Hansen's Disease in the United States («Tendencias recientes en las regulaciones de segregación para el control de la enfermedad de Hansen en los Estados Unidos»). El 1 de julio de 1952, comenzó su internado en el Hospital St. Joseph de Phoenix, Arizona. Un año más tarde fue nombrada residente de medicina interna en St. Joseph's, pero cambió a la especialidad de neurología. En octubre de 1954 obtuvo una beca de investigación en neurología en la Mayo Graduate School of Medicine y la completó a finales de 1957, antes de viajar a Inglaterra para formarse durante unos tres meses en el National Hospital de Londres. En su artículo de 1956 Therapeutic Exercises in Management of Paralysis Agitans («Ejercicios terapéuticos en el manejo de la parálisis Agitans») publicado en The Journal of the American Medical Association, señaló la importancia de continuar con la actividad física y las actividades cognitivas cuando se trata la enfermedad de Parkinson. Clements se destacó por ser la primera mujer residente de neurología en Mayo Clinic en dedicarse a la práctica de la neurología después de la residencia.

## Años posteriores
En 1958, Clements regresó a Phoenix para establecer el Instituto Neurológico Barrow. Además, ocupó cargos en el Centro Médico Banner Good Samaritan, el Hospital Phoenix Memorial, el Hospital Estatal de Arizona y el Hospital de la Administración de Veteranos. Contribuyó a varias sociedades, incluida la Academia Estadounidense de Neurología y la Real Sociedad de Medicina de Londres, y continuó volando. Ella nunca se casó ni tuvo niños. En 1960, le diagnosticaron un cáncer que se propagaba.

## Muerte y legado
Clements murió de cáncer el 17 de julio de 1965. En 2010 recibió póstumamente la Medalla de Oro del Congreso.

## Publicaciones
- Clements, B. G. (1957). «Auras of pain and pleasure». Electroencephalogy Clinical Neurophysiol 9: 571.
- Clark, E. C.; Clements, B. G.; Erickson, D. J.; Maccarty, C. S.; Mulder, D. W. (10 de noviembre de 1956). «Therapeutic exercises in management of paralysis agitans». Journal of the American Medical Association 162 (11): 1041-1043. ISSN 0002-9955. PMID 13366704. doi:10.1001/jama.1956.02970280021008.